# من نمرده‌ام
«من نمرده‌ام» (به انگلیسی: I'm Not Dead) یک آلبوم از پینک، هنرمند اهل ایالات متحده آمریکا است که در ۱ آوریل ۲۰۰۶ (Europe) منتشر شد.